# Vologèse Ier d'Arménie
Pour les articles homonymes, voir Vologèse.
Vologèse Ier d’Arménie est un roi arsacide d’Arménie qui règne de 116 à environ 138.

## Biographie
Vologèse  (arménien Valarsh, parthe Valagash), fils de Sanatruk (ou Sanastrocès) est un prince cadet arsacide. Son père Sanatruk est peut-être le même que le roi Sanadrug ou Sanatrocès qui aurait régné sur l’Arménie vers 72/75 à 100/110.
Vologèse, avec l’appui des Parthes, prend en 116 la tête de la révolte des Arméniens contre Rome qui, sous l’empereur Trajan en 114, transforme l’Arménie en province romaine.
Lorsque Hadrien, le successeur de Trajan, conclut un accord avec les Parthes, fixant les frontières des deux empires sur l’Euphrate et impliquant l’abandon des trois provinces créées par son prédécesseur d’Arménie, d’Assyrie et de Mésopotamie, Vologèse est définitivement reconnu par Rome comme roi vassal d’Arménie et de Sophène vers 130.  
Dans l’historiographie arménienne traditionnelle, Vologèse Ier laisse la réputation d’un grand bâtisseur. Il serait le fondateur près  d’Artaxata en Dyrarat d’une nouvelle capitale, Valarshapat (fondée par Valarsh). Il serait également à l’origine de Valarshavan en Basean (Phasiane), et l’on suppose qu’il est aussi le créateur de Valarshakert (Vologesocerta) en Bagrévand.
On ignore les rapports entretenus par le roi d’Arménie avec les deux souverains contemporains, Chosroès Ier et Vologèse III, qui sont à cette époque en compétition dans l’Empire parthe. On ne connaît pas non plus l’attitude de Vologèse Ier envers les Romains qu’il a combattus avant d’accepter leur tutelle.
Vers 136, Vologèse envoie une ambassade à Rome pour se plaindre de l’inaction complice du roi Pharasman II d'Ibérie envers les Alains qui multipliaient leurs dévastations au sud du Caucase, en Arménie, en Médie, et même en Cappadoce. Vologèse doit accepter de payer un tribut pour obtenir le retrait des envahisseurs.
Le règne de Vologèse d’Arménie prend fin peu de temps après l’avènement de l’empereur Antonin le Pieux en 138.

## Postérité
Cyrille Toumanoff lui attribue une fille nommée Ghadana, épouse du roi Pharasman II d'Ibérie et régente pour le compte de son petit-fils.
Plus récemment, une découverte épigraphique du IIe siècle évoque « la reine Drakontis fille du roi Vologaises d’Arménie épouse du roi d’Ibérie Amazaspos ».